# Juegos Asiáticos de Playa de 2012
Los III Juegos Asiáticos de Playa se celebrarán en Haiyang (China), bajo la denominación Haiyang 2012.

Participarán deportistas representantes de países miembros del Consejo Olímpico de Asia.
| Predecesor: Mascate 2010 | III Juegos Asiáticos de Playa 2012 | Sucesor: Phuket 2014 |